# Liolaemus ortizii
Liolaemus ortizii — вид ігуаноподібних ящірок родини Liolaemidae. Ендемік Перу.

## Поширення і екологія
Liolaemus ortizii мешкають на східних схилах Перуанських Анд в регіоні Куско. Вони живуть на високогірних луках пуна, серед каміння. Зустрічаються на висоті від 4119 до 4250 м над рівнем моря. Є живородними. 